# Gu Yanwu

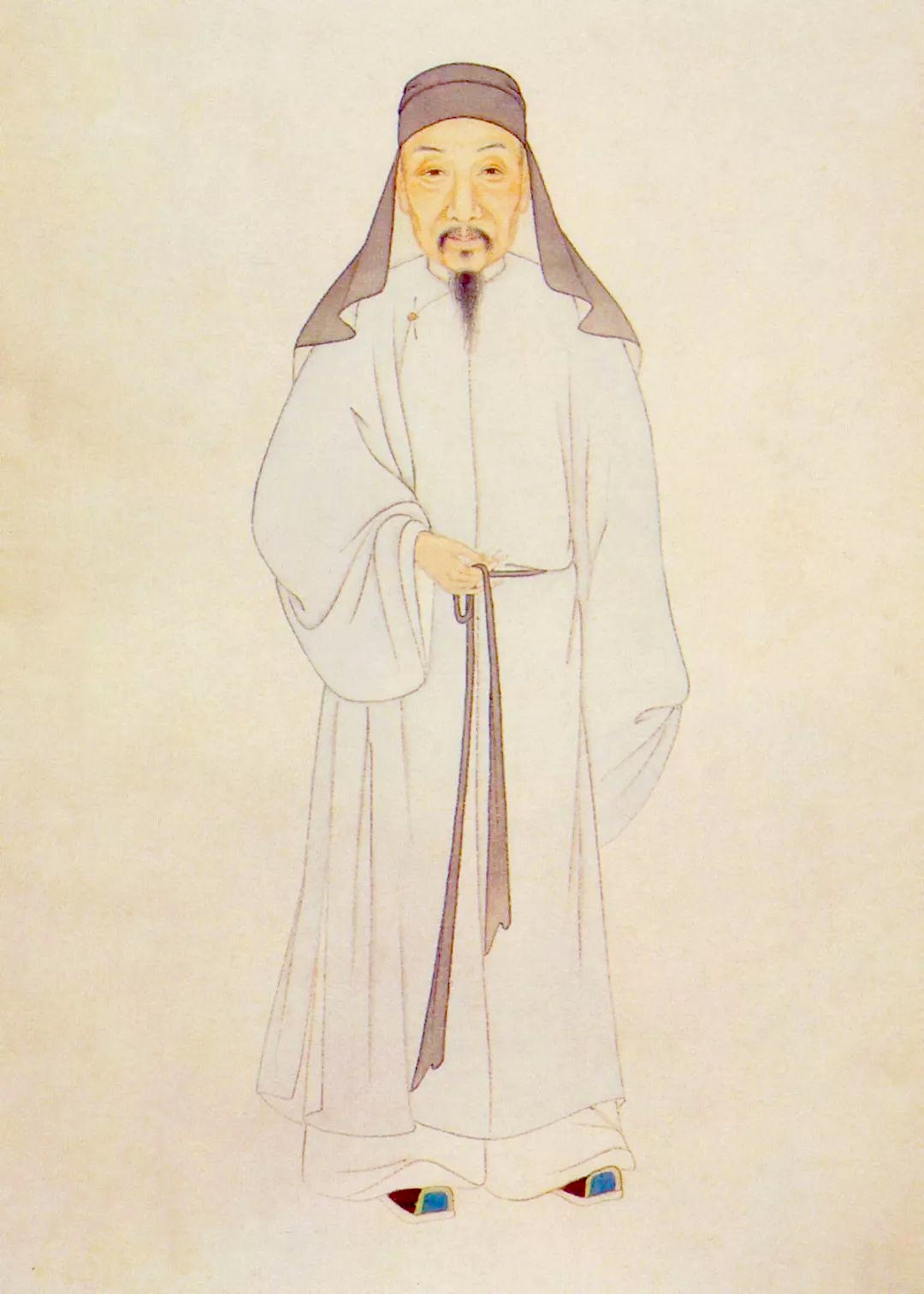
Gu Yanwu

Gu Yanwu (chinesisch: 顧炎武 / 顾炎武) (* 15. Juli 1613 in Kunshan; † 15. Februar 1682 in Quwo) hieß ursprünglich Gu Jiang (chinesisch: 顧絳) und trat auch unter dem Namen Gu Tinglin (chinesisch: 顧亭林) auf. Er war ein chinesischer Universalgelehrter, der sich mit den Themen Philologie, Philosophie, Geografie, Landwirtschaft, Politik und Wirtschaftswissenschaften befasste. Er wird der Gruppe der Ming-Loyalisten zugerechnet. Ausgehend von seiner Kritik am Neo-Konfuzianismus regte er eine grundlegende Neuinterpretation des klassischen chinesischen Bildungskanons unter Zuhilfenahme der von ihm entwickelten Methode der Textanalyse an.

## Leben
Er wurde als Gu Jiang geboren und schloss sich in jungen Jahren der Fushe-Bewegung an, die am Ende der Ming-Dynastie eine Erneuerung der Literatur forderte. Als er Anfang 30 war, begann die mandschurische Qing-Dynastie, die Macht in China zu übernehmen. Als Ming-Loyalist schloss er sich zunächst dem bewaffneten Widerstand gegen die Mandschu im Raum Nanking an, aus dem er sich jedoch kurze Zeit später wieder zurückzog. Bei Sturz der Ming-Dynastie änderte er seinen Vornamen und nannte sich Gu Yanwu. Dem Rat seiner Stiefmutter folgend arbeitete er niemals als Beamter für die Qing und lehnte es am Ende seines Lebens ab, an der Erstellung der Geschichte der Ming-Dynastie, einem großen Projekt der Qing-Dynastie, mitzuwirken. Viele Jahre reiste er als Lehrer und Berater in China umher und wurde das Opfer staatlicher und privater Verfolgung. In seiner Funktion als Berater beteiligte er sich an Projekten wie der Eröffnung von Bergwerken und der Entwicklung von Privatbanken.

## Lehre und Werke
Gu analysierte intensiv die Gründe für den Untergang der Ming-Dynastie. Einen Grund für den Untergang sah er im Diskurs der neokonfuzianistischen Gelehrten, denen er leeres Gerede vorwarf. Die konfuzianischen klassischen Schriften waren für ihn durch nachträgliche Kommentare insbesondere seit der Song-Zeit verfälscht worden. Mit der Methode der Textkritik und weiterer philologischen Methoden versuchte er, einen völlig anderen Zugang zu den Quellen des Konfuzianismus zu erhalten, um deren ursprünglichen Sinn zu erkennen. Neben den Klassikern hatten für ihn nur die Kommentare der Han-Zeit einen Wert. Gu forderte eine substanzielle und kritische Gelehrsamkeit. Für ihn sollte der Wissenserwerb praktischen Nutzen für die Gesellschaft bringen.
Neben der Analyse des Konfuzianismus verfasste Gu zahlreiche weitere Schriften zu Themen wie der Wasserkontrolle, Währung, Besteuerung und Landwirtschaft. Das Wissen aus seinen zahlreichen Reisen nutzte er, um eine grafische Skizze Chinas und eine Abhandlung über regionale Besonderheiten zu erstellen. Zu seinen Hauptwerken zählen:
- Die strategischen und wirtschaftlichen Vorteile von Regionen und Staaten des Reiches (Tianxia junguo libingshu)
- Notizen über täglich gesammeltes Wissen (Rizhilu)
- Fünf Bücher über das Studium der Phonologie

## Nachwirkung und Andenken

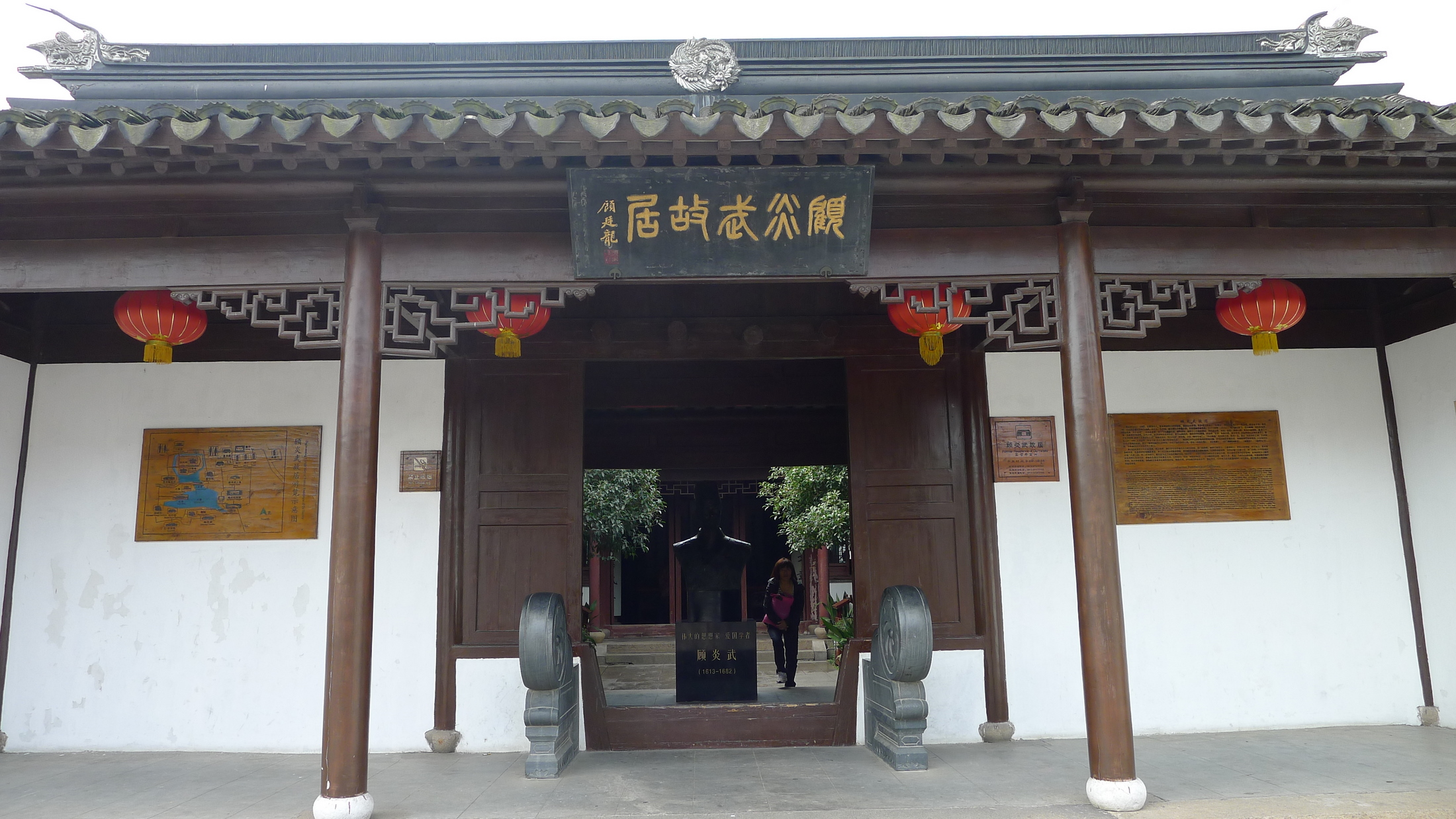
Gu Yanwu Museum („ehemaliges Wohnhaus“)

Mit seiner philosophischen Grundhaltung und Methodik begründete Gu die „Han-Schule“. Ihre bekannten Vertreter wie Yan Ruoju (1636–1704) und Hu Wei (1633–1714) wiesen nach, dass Teile der als klassisch betrachteten Schriften und kosmologische Diagramme Fälschungen oder Produkte der Song-Zeit waren. Bis ins 20. Jahrhundert führten Vertreter der Han-Schule Kontroversen mit der herrschenden Song-Schule. Von früheren Zweiflern an den kanonischen Schriften, hob sich die Han-Schule durch ihre Systematik und Gründlichkeit ab. Gu Yanwu gilt es Wegbereiter einer veränderten Methodik der Gelehrsamkeit in China. Diese wandte sich induktiven Ansätzen des Wissenserwerbs zu und forderte, Erkenntnisse durch Beweise zu untermauern.
Seine Heimatstadt Kunshan hat ihm ein Museum im Tinglin Park gewidmet.